# Avery Nordic
|  | Sammenskrivningsforslag Artiklen Avery Nordic er foreslået føjet ind i Avery Dennison. (Siden februar 2025) Diskutér forslaget |

Avery Nordic har siden 2013 været en division under verdensomspændende CCL Label Industries Inc.   
Firmaet er grundlagt i 1935 af R. Stanton Avery og har tidligere været en del af Avery Dennison.   
Avery Nordic dækker salg og markedsføring af virksomhedens serier af etiketter i de nordiske lande.  
Avery er markedsledende leverandør indenfor etiketter og andre produkter. Produkter sælges gennem et globalt forhandlernetværk.   
Virksomheden har sit nordiske hovedkontor i Køge (Danmark).  